# Poljane, Maribor
Poljane so večinoma stanovanjski mestni predel na desnem bregu reke Drave v Mariboru. Upravno spadajo v sklop Mestne četrti Studenci. 
Danes so Poljane najbolj znane po osrednjem mariborskem atletskem stadionu po katerih je le-ta poimenovan. Na Poljanah se nahaja tudi istoimenska enota Vrtca Studenci. V neposredni bližini (na drugi strani Engelsove ulice) se nahajata Vojašnica generala Maistra in Športni park Tabor.